# Glutathion
Pour les articles homonymes, voir GSH.
Le glutathion est un pseudo-tripeptide formé par la condensation d'acide glutamique, de cystéine et de glycine : γ-L-Glutamyl-L-cystéinylglycine. Le glutathion, qui existe sous forme oxydée et réduite, intervient dans le maintien du potentiel redox du cytoplasme de la cellule. Il intervient aussi dans un certain nombre de réactions de détoxication et d'élimination d'espèces réactives de l'oxygène. Le groupement amine de la cystéine se condense avec la fonction acide carboxylique en γ de l'acide glutamique. Pratiquement toutes les cellules en contiennent une concentration élevée. On le représente de manière simplifiée par GSH (forme réduite) ou GSSG (forme oxydée), la fonction thiol lui conférant ses principales propriétés biochimiques.

## Sources naturelles
Découvert en 1888, le glutathion, naturellement présent dans les plantes, les cellules animales (environ 5 mM) et les champignons, est particulièrement concentré dans certains fruits (pamplemousses, pommes, oranges, pêches, bananes et melons) et légumes (surtout les crucifères désormais brassicacées : brocoli, chou, navet, rutabaga, chou-fleur, chou de Bruxelles ainsi que les épinards appartenant à la famille des chénopodiacées, désormais amarantacées).

## Biosynthèse
Alton Meister a montré que le glutathion participait au cycle γ-glutamyl, qui permet l'entrée ATP-dépendante des acides aminés dans les cellules grâce à la synthèse et à la dégradation de GSH.
Le glutathion est produit à partir de l'acide glutamique, qui est d'abord transformé par la γ-glutamylcystéine synthétase, puis par la glutathion synthétase. 

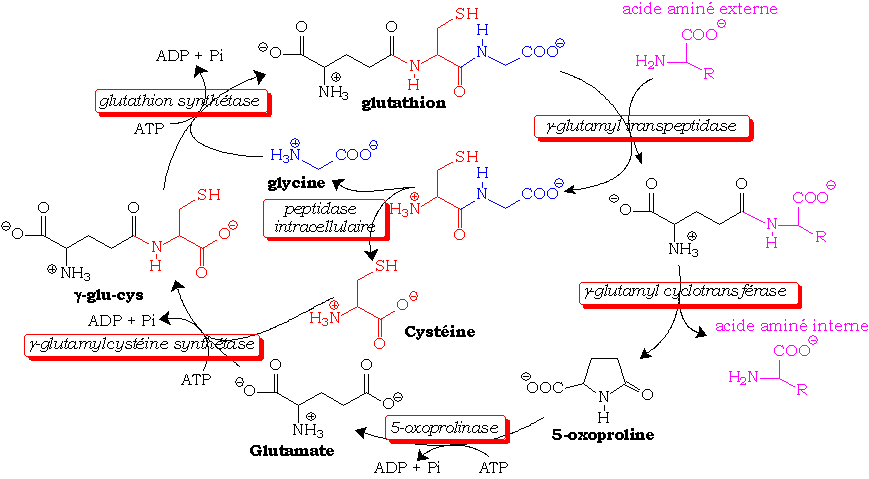
Cycle γ-glutamyl

## Propriétés oxydoréductrices et réactivité
Le glutathion SH (réduit) ou S-S(oxydé) forme un couple d'oxydoréduction très important car il permet les échanges d'électrons (donc d'énergie) à l'intérieur de la cellule.
Le glutathion est vital pour détoxifier les métaux lourds tels que le mercure, le plomb et le cadmium, et plusieurs autres polluants. Le groupement thiol réagit avec les sels de ces métaux lourds en créant avec eux une liaison soufre-métal très forte pour qu'ils soient ensuite excrétés sans causer de dommages à l'organisme, hormis la perte de glutathion et une légère acidification. Le produit de solubilité dans l'eau du sulfure de mercure HgS est par exemple le plus faible connu (Kps = 4 × 10−53).
L'enzyme séléniée glutathion peroxydase est essentielle à la détoxication des oxydants de type peroxydes (eau oxygénée, peroxynitrite), qu'ils soient d'origine exogène ou endogène (respiration cellulaire, peroxyde d'hydrogène formé par d'autres processus antioxydants complémentaires, peroxynitrite impliqué dans l'apoptose cellulaire ou le système immunitaire). Dans ce processus, l'enzyme catalyse la réaction d'oxydoréduction suivante :
2 GSH + peroxyde = GSSG + peroxyde réduit.
L'eau oxygénée est par exemple réduite en eau.
La glutathiolation désigne la création d'un pont disulfure réversible entre le glutathion et une chaîne protéique contenant des acides aminés soufrés. Par exemple entre le glutathion et deux des cinq cystéines de l'anyhdrase carbonique de type 3, donnant à celle-ci une activité de type phosphatase en réponse au stress oxydatif, cette activité augmentant avec l'âge.

## Usages

### Médicinal
Une importante documentation existe sur le rôle des antioxydants dans le maintien d’une bonne santé et dans la prévention des maladies. Le glutathion sous forme réduite est l’antioxydant majeur des cellules, les protégeant notamment des radicaux libres (dérivés actifs de l'oxygène). Sa réduction est rendue possible par la glucose-6-phosphate déshydrogénase, une enzyme de la voie des pentoses phosphates. De fait, une carence en cette enzyme peut avoir des effets similaires à une carence en glutathion au point de vue de la lutte contre les radicaux libres.
Le glutathion protège les cellules de plusieurs polluants et poisons, y compris de certains issus de la combustion de carburants et de la fumée de cigarette. Il retarde également les dommages dus aux radiations comme celles rencontrées à la suite de la diminution de la couche d’ozone.
Vieillissement : Il est connu que le vieillissement s'accompagne d’une chute précipitée de nos niveaux de glutathion. De bas niveaux de glutathion sont souvent rencontrés dans plusieurs maladies associées au vieillissement telles que les cataractes, la maladie d’Alzheimer, la maladie de Parkinson, l’artériosclérose et d’autres.
Problèmes neurologiques : De bas niveaux de glutathion sont associés à certaines maladies neuro-dégénératives telles que la sclérose en plaques, la Sclérose latérale amyotrophique (maladie de Lou Gehrig), la maladie d'Alzheimer, la maladie de Parkinson ainsi que d’autres.
Cancer : Le glutathion joue un rôle dans la protection des cellules cancéreuses. En effet, une forte concentration en glutathion offre une résistance aux molécules chimiothérapiques.
Maladies cardiaques et apoplexie, cholestérol : L’élévation des niveaux de glutathion combat l’oxydation des acides gras présents dans la circulation sanguine, y compris le cholestérol, retardant ainsi le processus de formation de plaques dans les artères, qui est la cause sous-jacente de la plupart des problèmes cardiaques.
Diabète : Les diabétiques sont plus sujets aux infections et aux problèmes circulatoires pouvant induire des problèmes cardiaques, des lésions rénales et la cécité. Le glutathion protège des complications liées au diabète.
Maladies pulmonaires : Les médecins utilisent des médicaments précurseurs de glutathion dans plusieurs affections pulmonaires, y compris l’asthme, la bronchite chronique et l’emphysème. De nouvelles propriétés thérapeutiques ont été mises en évidence pour les dommages causés par la fumée de cigarette, la fibrose pulmonaire et d’autres maladies.
Problèmes digestifs : Le glutathion protège de l’inflammation rencontrée dans les cas de gastrite, d’ulcères stomacaux, de pancréatite et d’inflammation intestinale, y compris l’ulcère du colon et la maladie de Crohn.
Hépatite : Le foie est l’organe de stockage majeur du glutathion. Une carence en glutathion est présente dans l’hépatite alcoolique ainsi que dans les cas d’hépatite virale incluant les hépatites A, B et C. L’élévation des niveaux de glutathion restaure les fonctions du foie.
Problèmes rénaux : Les personnes atteintes de lésions rénales nécessitant une dialyse présentent des hauts niveaux d’oxydation à la suite du stress et d’une diminution des niveaux de glutathion. L’élévation du glutathion aide à prévenir l’anémie.
Grossesse, allaitement, accouchement : Le rôle du glutathion dans le développement du fœtus et du placenta est crucial. Il agit dans le placenta afin de neutraliser les agents polluants avant qu’ils n'atteignent l’enfant en cours de développement. Plusieurs complications lors de la grossesse ont été liées à de faibles taux de glutathion.
Métabolisme N-acétylimidoquinone : Le glutathion est impliqué dans la métabolisation de N-acétylimidoquinone (métabolite toxique du paracétamol). Le glutathion est en concentration plus faible chez les personnes alcooliques (Yuan P et Paul T).

#### Rôle de la vitamine C
La vitamine C prise régulièrement a pour effet d'augmenter le taux de glutathion sanguin[source insuffisante]. Pour augmenter son assimilation, il vaut mieux associer le glutathion avec de la vitamine C naturelle, par exemple de l'acérola ou, encore mieux, de la vitamine C liposomale, ce qui neutralise la charge du glutathion et le rend absorbable au niveau intestinal.

### Œnologie
C'est un activateur de fermentation pour préserver les arômes et la fraîcheur des vins.